# Uchigiki shū
L'Uchigiki shū (打聞集, Uchigiki-shū, litt. « Collection de ce qui est entendu ») est un recueil japonais de textes de setsuwa (« anecdotes ») bouddhistes écrits en une forme de langue sino-japonaise de la période Heian (794–1185) appelée kana majiri-bun (仮名交じり文). Il date du début du XIIe siècle.
Il n'existe plus qu'un seul manuscrit partiel, transcrit par le moine Eigen. Quelques spécialistes croient qu'Eigen était aussi l'écrivain du recueil.

## Manuscrits, paternité et date
Il n'a pas existé qu'un seul manuscrit du dernier tome, transcrit par le moine bouddhiste (Tendai,) Eigen (栄源) en 1134,.
Il a été découvert à la fin de l'ère Taishō (1912-1926) au temple Kongōrinji (金剛輪寺) à la préfecture de Shiga. Il y avait autrefois deux ou trois tomes présents, mais le manuscrit qu'on a retrouvé inclut uniquement le dernier tome,.
On ne connaît pas l'identité exacte de l'écrivain, mais il est possible qu'il ait été rédigé par le moine Eigen lui-même. Seizō Kishi croyait que l'utilisation d'ateji et d'un effacement dans le manuscrit indique que ce manuscrit encore existant comporte un autographe, démontrant que c'était Eigen qui a bien écrit le texte original.

## Contenu
On retrouve 27 anecdotes dans le tome encore existant, chacun d'entre eux étant aussi inclus dans d'autres recueils setsuwa (vingt et un au Konjaku monogatari shū et neuf à l'Uji Shūi monogatari). Ils se situent en Inde, en Chine ainsi qu'au Japon,.
On a peut-être utilisé ces contes pour réaliser des sermons bouddhistes,.

### Sources
Le texte n'expose pas les sources des anecdotes, mais il est possible qu'elles ont été empruntées au Uji Dainagon Monogatari, un recueil perdu assemblé par Minamoto no Takakuni vers 1070. Il existe aussi des extraits des Contes de Yamato et du Ōkagami.
On remarque quelques différences entre les versions du Uchigiki shū et ceux des autres recueils setsuwa, il est donc évident que le compilateur n'a pas emprunté ces derniers. Au contraire, il est possible que ce recueil soit devenu une source du Konjaku monogatari shū et du Uji Shūi monogatari.